# Luis Ángel Ortiz
Luis Ángel Ortiz Carvajal (San Ramón; 7 de mayo de 1951) es un exfutbolista costarricense que jugaba como defensa.

## Selección nacional
Hizo su debut con Costa Rica el 6 de agosto de 1972, siendo una victoria de 1-0 con gol de Fernando Hernández ante México.

### Participaciones en clasificatorias
| Clasif.              | Sede   | Resultado | Part. | Goles |
| -------------------- | ------ | --------- | ----- | ----- |
| Clasif. Mundial 1974 | Varias | Eliminado | 2     | 0     |

## Clubes
| Club                        | País       | Año       |
| --------------------------- | ---------- | --------- |
| A.D. Ramonense              | Costa Rica | 1970-1972 |
| Deportivo Saprissa (cesión) | Costa Rica | 1972      |
| C.S. Cartaginés             | Costa Rica | 1973-1975 |
| A.D. Ramonense              | Costa Rica | 1975-1982 |

## Palmarés

### Títulos internacionales
| Título                           | Equipo   | Sede     | Año  |
| -------------------------------- | -------- | -------- | ---- |
| Copa Fraternidad Centroamericana | Saprissa | San José | 1972 |